# Imperium Dekadenz

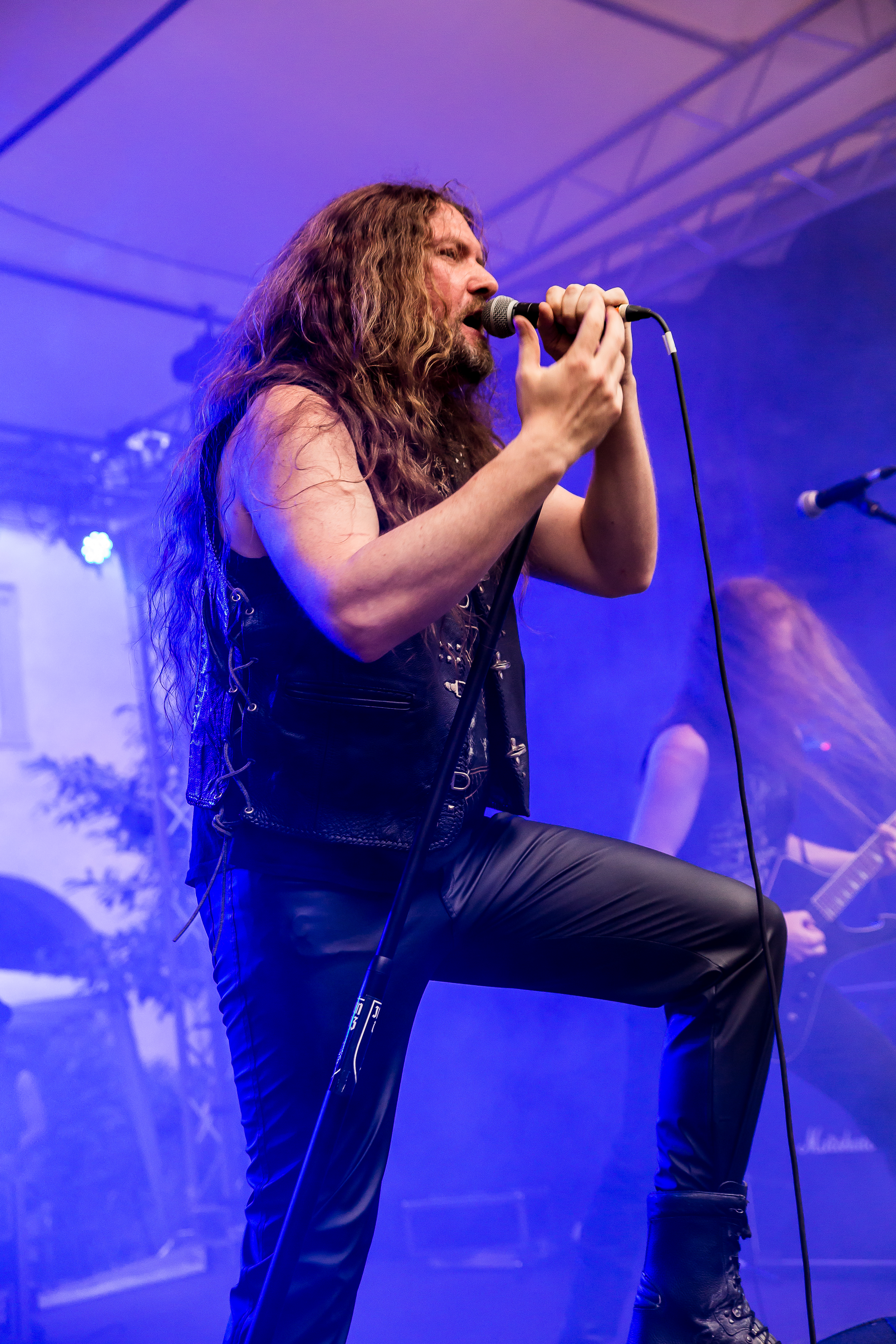
Sänger Horaz auf dem Skaldenfest 2018

Imperium Dekadenz ist eine 2004 gegründete Extreme-Metal-Band aus dem Schwarzwald.

## Namensgebung
Der Bandname entstand unter dem Eindruck des Films Caligula von Tinto Brass. Die Mitglieder faszinierte die im Film dargestellte Gewalt und Dekadenz sowie der dargestellte Stolz auf das Römische Imperium. All dies sollte sich in dem Namen Imperium Dekadenz widerspiegeln.
Pascal „Vespasian“ Vannier hat sich nach Vespasian, dem ersten römischen Kaiser der flavischen Dynastie benannt. Ihm imponierte an dieser historischen Person seine ruhige, weltoffene Art, die im Gegensatz zu seinen Vorgänger steht.
Christian „Horaz“ Jakob hat sich nach dem bedeutenden römischen Dichter Horaz benannt. Ihn hatte der Spruch „Staub und Schatten sind wir.“ beeindruckt. Die historische Person des Horaz verkörpert für ihn Wahrhaftigkeit.

## Geschichte
Vespasian und Horaz lernten sich 2004 kennen, als Vespasian eine Mitfahrgelegenheit nach Wacken suchte und Horaz ihm einen Platz in seinem Auto anbot. Während der Autofahrt spielte Horaz Vespasian von seinem Demo-Tape Axt vor und die Idee gemeinsam Musik zu machen kam auf. Im Winter 2004 nahmen sie zusammen ihr erstes Werk Promo auf und sendeten es an verschiedene Labels. Perverted Taste bot ihnen daraufhin einen Plattenvertrag an. 2006 veröffentlichten sie ihr erstes Album ...und die Welt ward kalt und leer auf dem Label. 2007 folgte das Album Dämmerung der Szenarien.
Die Band distanzierte sich 2010 ausdrücklich von ihrem alten Label Perverted Taste, nachdem dieses zunehmend Bands mit rechtsextremen Gedankengut in ihr Vertriebsangebot aufnahm. Horaz äußerte in diesem Zusammenhang, dass ihn die Lügen dieser Leute „extrem ankotzen“ würden und Politik in der Kunst nichts zu suchen hätte. Im selben Jahr veröffentlichten sie das Album Procella Vadens (lat., Wanderer im Sturm) bei dem französischen Label Season of Mist.
In dem 2013 veröffentlichtem Konzeptalbum Meadows of Nostalgia thematisiert die Band lyrisch ihre Heimat, den Schwarzwald. Im Jahre 2015 wurde die Band im Rahmen der Reportageserie Kulturlandschaften des Fernsehsenders 3sat porträtiert. Die von Wladimir Kaminer moderierte Sendung wurde erstmals am 24. August 2015 ausgestrahlt. 2016 erschien das Album Dis Manibvs (lat. den Totengeistern, Formel auf antiken Grabsteinen). Das Album hat das Thema „Leben und sterben lernen“. Im August 2018 unterschrieb die Band einen internationalen Plattenvertrag mit Napalm Records. Das neue Album When We Are Forgotten erschien am 30. August 2019.

## Live
Bei Live-Auftritten werden die beiden Gründungsmitglieder seit 2008 durch die drei Mitglieder von Vargsheim unterstützt. Neben ihren Headliner-Touren ist die Band regelmäßig Gast auf großen Festivals, wie dem Wacken Open Air, dem Ragnarök-Festival, dem Party.San Open Air, dem Summer Breeze Open Air und dem Metalcamp.

## Stil

### Musik
Die Band beschreibt ihre Musik selbst als „kraftvoll, eisig und organisch“. Sie lassen sich vor allem von skandinavischen Bands wie Burzum, Shining und Darkthrone inspirieren. Aber auch die Band Dead Can Dance hat großen Einfluss auf die Atmosphäre ihrer Musik.

### Texte
Die Band Imperium Dekadenz hat sich in der Sprache ihrer Texte nie festgelegt. So verwendet sie in dem Album Procella Vadens die deutsche, englische, französische und lateinische Sprache. In ihren Texten verarbeitet die Band u. a. historische Ereignisse des Römischen Reiches, wie z. B. den Aufstieg und Untergang von Pompeji in dem Lied Volcano.

## Diskografie
- 2006: …und die Welt ward kalt und leer (Album, CD, Perverted Taste; 12″-Vinyl, Funeral Industries)
- 2007: Dämmerung der Szenarien (Album, CD, Perverted Taste; 12″-Vinyl, Funeral Industries)
- 2010: Procella Vadens (Album, CD, Season of Mist; 2xLP, Supreme Chaos Records)
- 2011: Imperium Dekadenz / Vargsheim (Split-EP mit Vargsheim, CD, Düsterwald Produktionen)
- 2013: Meadows of Nostalgia (Album, CD/2x12″-Vinyl, Season of Mist)
- 2016: Dis Manibvs (Album, CD/CD+DVD/2x12″-Vinyl/MC, Season of Mist)
- 2019: When We Are Forgotten (Album, CD/2xCD/2x12″-Vinyl, Napalm Records)
- 2023: Into Sorrow Evermore (Album, CD/LP, Napalm Records)

## Musikvideos
- 2019: Bis ich bin
- 2019: Absenz Elysium
- 2022: Memories...A Raging River (Regie: Oliver König)
- 2022: November Monument (Regie: Oliver König)